# Xavier Aguado
Xavier Companys Aguado (Badalona, 5 giugno 1968) è un ex calciatore spagnolo, di ruolo difensore.

## Biografia
È padre di Marc Aguado, a sua volta calciatore professionista, che come lui ha vestito la maglia del Real Saragozza.

## Caratteristiche tecniche
È considerato un gran colpitore di testa, realizzò molte reti di testa su corner o calcio di punizione.
È secondo classificato per maggior numero di cartellini rossi nella Liga, 18, a pari merito con Pablo Alfaro. 

## Carriera
Aguado nacque a Badalona, in Catalogna, città con una grande tradizione nella pallacanestro. Da bambino entrò a far parte del Club Joventut de Badalona, una delle più importanti squadre di basket della Spagna.
Quando Aguado aveva 11 anni, la sua famiglia si trasferì a Tiana, un comune situato a 8 kilometri da Badalona, pertanto gli spostamenti per seguire gli allenamenti diventarono più complicati. Nonostante le richieste del direttore del Joventut, che vedeva per lui un gran futuro in squadra, Aguado lasciò la squadra.
Non essendoci una squadra di pallacanestro a Tiana, Aguado entrò a far parte del club calcistico locale. Nella prima stagione fu il capocannoniere della squadra allievi, dove realizzò 30 reti giocando da esterno destro. Durante gli anni delle giovanili al Tiana, gli allenatori modificarono il suo ruolo, spostandolo da esterno a centrocampista, e poi a difensore centrale, ruolo che ricoprì per il resto della carriera.
A 17 anni arrivò in prima squadra, militando nella seconda categoria regionale catalana. In quel periodo il suo allenatore, legato per il suo passato professionale anche al CF Badalona, gli organizzò un provino per la squadra, che all'epoca militava in Tercera División. Così Rafael Granero, allenatore del Badalona, gli offrì un posto in squadra per la stagione successiva.
Successivamente, Aguado partecipò a un'amichevole organizzata dalla squadra del Sabadell stava cercando nuovi giovani da inserire in rosa. Durante questa amichevole, oltre ai dirigenti del Sabadell erano presenti degli osservatori del Barcellona, che offrirono ad Aguado un posto nel Barcellona B. Il difensore però rifiutò l'offerta avendo già dato la sua parola al Sabadell.
Nel 1990 Aguado fu reclutato per il servizio militare, e venne assegnato nella zona di Saragozza. Si recò negli uffici della federazione calcistica spagnola per chiedere al presidente di essere spostato a Sabadell per motivi sportivi, per poter continuare a giocare per la sua squadra. Però non essendo un calciatore internazionali questo non era possibile. Fu trovata una soluzione con un prestito alla squadra del Real Zaragoza, che prevedeva anche un diritto di riscatto da esercitare entro il 1 gennaio 1991. Così Aguado ebbe la possibilità di compiere il salto dalla Segunda alla Primera División.
Durante la prima partita con la squadra aragonese, contro la Real Sociedad, restò in panchina, ma gli infortuni dei titolari Narcís Julià e Isidro Villanova fecero sì che Aguado esordisse da titolare, in Liga e nel Real Zaragoza, nel successivo incontro contro il Logroñes. Così Aguado si conquistò un posto in squadra e fu riscattato.
Da questo momento, con la squadra aragonese, Aguado collezionò 473 presenze, di cui solo 3 partendo dalla panchina e 29 gol. Fino al 2 febbraio del 2002, quando un grave infortunio lo costrinse a lasciare il calcio.
Aguado diventò recordman di presenze con il Real Zaragoza, superando José Luis Violeta. 
Il 30 maggio 2004 fu organizzata, allo stadio della Romareda, una festa per l'addio al calcio di Aguado. Per l'occasione si sfidarono in amichevole la squadra titolare del Real Zaragoza e una squadra di vecchie glorie e compagni di squadra del difensore di Badalona.

## Palmarès

### Club

#### Competizioni nazionali
- Coppa di Spagna: 2

Real Saragozza: 1993-1994, 2000-2001

#### Competizioni internazionali
- Coppa delle Coppe: 1

Real Saragozza: 1994-1995